# Американско кралче
Американското, още рубиненоглаво кралче (Regulus calendula) е вид птица от семейство кралчеви (Regulidae). Видът е незастрашен от изчезване.

## Разпространение
Разпространен е в Бахамски острови, Канада, Кайманови острови, Куба, Гватемала, Мексико, Сен Пиер и Микелон, Търкс и Кайкос и САЩ.